# Ōshika
Ōshika (jap. 大鹿村 Ōshika-mura) – wieś w Japonii, na wyspie Honsiu, w prefekturze Nagano. Według danych na rok 2020 miejscowość zamieszkiwało 1 023 mieszkańców , a gęstość zaludnienia wyniosła 4,1 os./km².